# Liste der Monuments historiques in Wattwiller
Die Liste der Monuments historiques in Wattwiller führt die Monuments historiques in der französischen Gemeinde Wattwiller auf.

## Liste der Bauwerke
| Bezeichnung                      | Beschreibung | Standort                                       | Kennzeichnung | Schutzstatus | Datum | Bild           |
| -------------------------------- | --- | ---------------------------------------------- | ------------- | ------------ | ----- | -------------- |
| Schlachtfeld Hartmannswillerkopf | Befestigungs- und Grabensystem des Ersten Weltkriegs mit Unterständen, Stollen und Schützengräben; auch auf dem Gebiet von Hartmannswiller, Soultz-Haut-Rhin, Uffholtz und Wuenheim | nördlich des Ortes (Lage)                      | PA00085729    | Classé       | 1921  | weitere Bilder |
| Ortsbefestigung                  | zwei Ecktürme, 13. Jahrhundert, im 16. Jahrhundert umgebaut | 11 rue des Bains, 2 rue du Vieil-Armand (Lage) | PA00085731    | Classé       | 1928  |                |
| Kirche St-Jean-Baptiste          | ab dem 13. Jahrhundert | Rue de la Première Armée (Lage)                | PA00085730    | Classé       | 1920  | weitere Bilder |

## Liste der Objekte
| Bezeichnung                                                                                                   | Beschreibung | Standort                              | Kennzeichnung | Schutzstatus | Datum | Bild           |
| --- | --- | ------------------------------------- | ------------- | ------------ | ----- | -------------- |
| Zwei Prozessionsfahnen                                                                                        | Ölfarbe auf Stoff, 1832 | im Pfarrhaus (Lage)                   | PM68001406    | Inscrit      | 2001  |                |
| Pietà | Lindenholz, farbig gefasst, 18. Jahrhundert                                                                                             | im Pfarrhaus (Lage)                   | PM68001205    | Inscrit      | 1984  |                |
| Skulptur Madonna mit Kind                                                                                     | Holz, farbig gefasst und vergoldet, 18. Jahrhundert                                                                                     | in der Kirche St-Jean-Baptiste (Lage) | PM68001200    | Inscrit      | 1984  |                |
| Gemälde Johannes der Evangelist                                                                               | Ölfarbe auf Leinwand, Ende des 18. Jahrhunderts von Jean-Jacques Bulffer                                                                | in der Kirche St-Jean-Baptiste (Lage) | PM68001202    | Inscrit      | 1984  |                |
| Gemälde Heiliger Sebastian                                                                                    | Ölfarbe auf Leinwand, 18. Jahrhundert                                                                                                   | in der Kirche St-Jean-Baptiste (Lage) | PM68001204    | Inscrit      | 1984  |                |
| Zwei Skulpturen: Maria und Erzengel Gabriel                                                                   | Sandsten, zweite Hälfte des 15. Jahrhunderts                                                                                            | in der Kirche St-Jean-Baptiste (Lage) | PM68000808    | Classé       | 2001  |                |
| Grabplatte für Anna von Wattweil                                                                              | Sandstein, 1344 | in der Kirche St-Jean-Baptiste (Lage) | PM68000500    | Classé       | 1983  | weitere Bilder |
| Kopf | Kalkstein, erste Hälfte des 14. Jahrhunderts                                                                                            | in der Kirche St-Jean-Baptiste (Lage) | PM68000591    | Classé       | 1982  |                |
| Kelch | Silber, Gold, Email, 18. Jahrhundert | in der Kirche St-Jean-Baptiste (Lage) | PM68000592    | Classé       | 1982  |                |
| Hauptaltar | vierflügliger nachgotischer Schnitzretabel; Holz, farbig gefasst und vergoldet, Anfang des 17. Jahrhunderts, um 1900 neugotisch ergänzt | in der Kirche St-Jean-Baptiste (Lage) | PM68000590    | Classé       | 1982  | weitere Bilder |
| Kruzifix | Holz, farbig gefasst,17. oder 18. Jahrhundert                                                                                           | in der Kirche St-Jean-Baptiste (Lage) | PM68001201    | Inscrit      | 1984  |                |
| Gemälde Der heilige Dominik und die heilige Katharina von Siena empfangen den Rosenkranz von der Gottesmutter | Ölfarbe auf Leinwand,18. Jahrhundert | in der Kirche St-Jean-Baptiste (Lage) | PM68001203    | Inscrit      | 1984  |                |